# Llista de satèl·lits naturals
|  | Aquest article tracta sobre les llunes dels planetes i dels planetes nans. Si cerqueu altres llunes d'asteroides o de planetes menors, vegeu «satèl·lit asteroidal». |

Els planetes del sistema solar i els planetes nans reconeguts oficialment són coneguts per ser orbitats per 184 satèl·lits naturals, o llunes. 19 llunes en el sistema solar són prou grans per ser arrodonides gravitacionalment, i així es considerarien planetes o planetes nans si estiguessin en òrbita directa al voltant del sol.
Les llunes es classifiquen en dues categories diferents segons les seves òrbites: llunes regulars, que tenen òrbites prògrades (orbiten en direcció a la rotació dels seus planetes) i es troben prop del pla dels seus equadors, i llunes irregulars, les òrbites de les quals poden ser pro- o retrògrades (contra la direcció de la rotació dels seus planetes) i sovint es troben en angles extrems als equadors dels seus planetes. Les llunes irregulars són probablement planetes menors que s'han capturat de l'espai circumdant. Les llunes més irregulars són de menys de 10 km de diàmetre.
El primer descobriment publicat d'una lluna diferent de la de la Terra va ser Galileo Galilei, qui va descobrir els quatre satèl·lits galileans orbitant Júpiter el 1610. Durant els següents tres segles només es van descobrir algunes llunes més. Les missions planetàries de la dècada de 1970, sobretot les missions Voyager 1 i 2, es va observar un augment de la quantitat de llunes detectades i observacions des de l'any 2000, utilitzant principalment telescopis òptics terrestres grans, han descobert molts més, tots ells irregulars.

## Llunes per planetes i planetes nans

Algunes llunes, planetes menors i cometes del Sistema Solar a escala

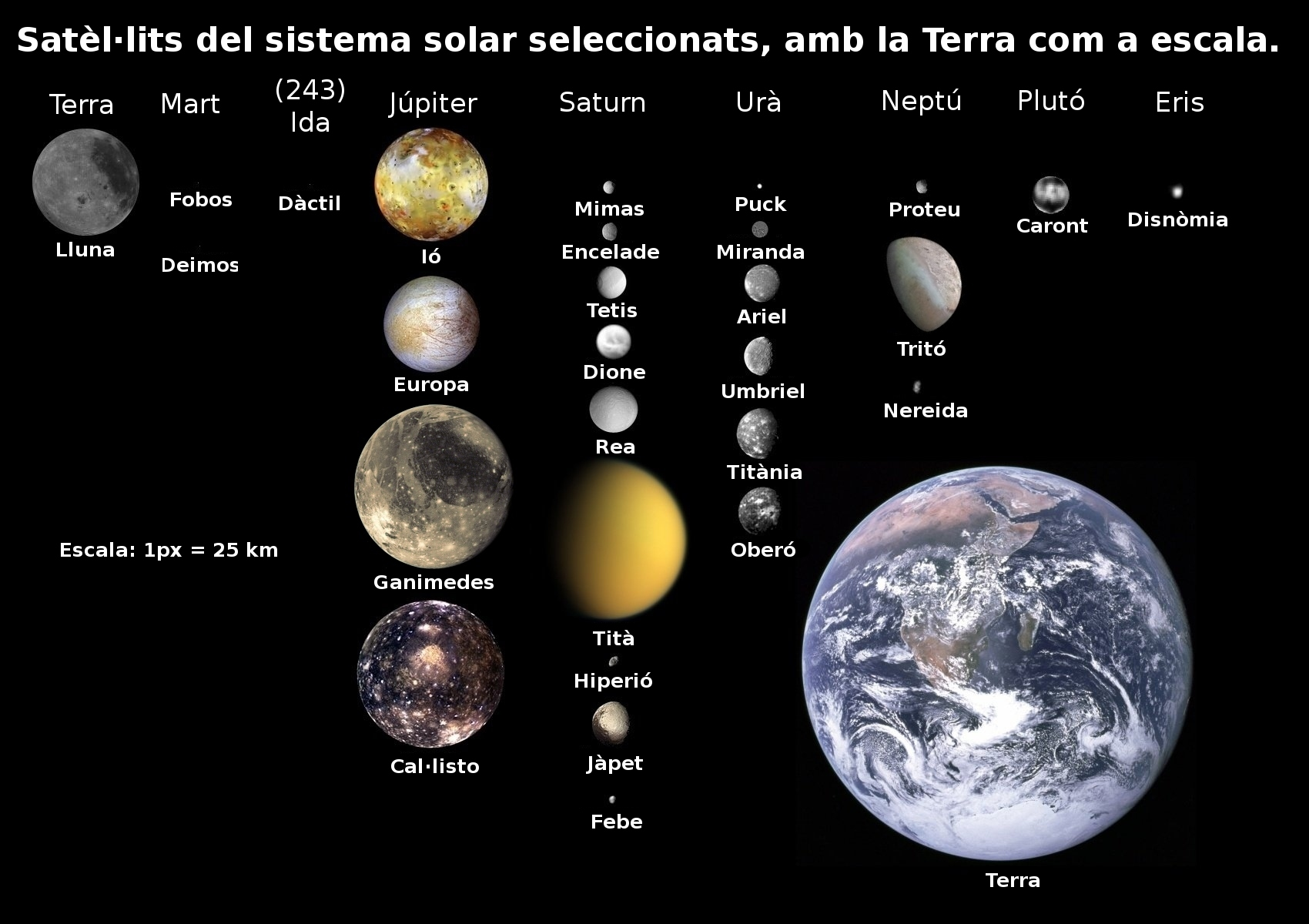
Llunes seleccionades, amb la Terra a escala. Les dinou llunes són prou grans per ser rodones, i una, Tità, té una atmosfera substancial.

El nombre de llunes descobertes cada any

Mercuri, el planeta més petit i més intern, no té llunes, o almenys cap que es pugui detectar amb un diàmetre fins a 1,6 km. Per molt poc temps el 1974, Mercuri es creia que tenia una lluna.
Venus tampoc té llunes, però han circulat informes d'una lluna al voltant de Venus des del segle xvii.
La Terra té una Lluna, la lluna més grossa de qualsevol planeta rocós del Sistema Solar. La Terra també té almenys dos co-orbitals: els asteroides 3753 Cruithne i 2002 AA29; no obstant això, ja que no orbiten la Terra, no es consideren llunes. (Vegeu Altres satèl·lits de la Terra i quasi-satèl·lit.)
Mart té dues llunes conegudes, Fobos and Deimos ("por" i "temor", dels assistents d'Ares, el déu grec de la guerra, equivalent al mart romà). Les cerques per a més satèl·lits no han tingut èxit, posant el radi màxim de qualsevol altre satèl·lit fins a 90 m.
Júpiter té 69 llunes amb òrbites conegudes, de les quals 60 han confirmat òrbites i han rebut així designacions permanents; d'aquests, 51 han estat nomenats. Les seves vuit llunes regulars s'agrupen en els Satèl·lits galileans de mida similar a planetes i els bastant més petits del grup d'Amaltea. Són nomenats amb els noms de les amants de Zeus, l'equivalent grec de Júpiter. Les seves 61 llunes irregulars es coneixen en dues categories: prograd i retrògrad. Els satèl·lits prograds consisteixen en el grup d'Himalia i altres dos en grups d'un. Les llunes retrògrades s'agrupen en els grups de Carme, Ananké i Pasífae, així com algunes llunes aïllades.
Saturn té 62 llunes amb òrbites conegudes; 53 tenen noms, i aquests són els que tenen òrbites confirmades. La majoria són bastant petites. Set llunes són prou grans per estar en equilibri hidroestàtic, incloent Tità, la segona lluna més grossa del Sistema Solar. Incloent aquestes grans llunes, 24 de les llunes de Saturn són regulars i tradicionalment nomenades amb els noms de Titans o altres figures associades al Saturn mitològic. Els restants 38, tots petits, són irregulars, i es classifiquen per les seves característiques orbitals en grups Inuit, Nòrdic, i Gal, i els seus noms es trien de les mitologies corresponents. Els anells de Saturn estan formats per objectes congelats que van de grandària d'un centímetre a centenars de metres, cadascun dels quals està en la seva pròpia òrbita pel planeta. Per tant, no es pot donar un nombre precís de llunes saturnals, ja que no hi ha cap límit objectiu entre els innombrables petits objectes anònims que formen el sistema de l'anell de Saturn i els objectes més grans que s'han anomenat com a llunes. Almenys 150 "moonlets" incrustades en els anells han estat detectades per la pertorbació que creen en el material de l'anell circumdant, tot i que es pensa que és només una petita mostra de la població total d'aquests objectes.
Urà té 27 llunes amb noms, cinc de les quals són prou massives per aconseguir un equilibri hidroestàtic. Hi ha altres 13 llunes interiors que orbiten dins el sistema d'anells d'Urà, i altres nou llunes irregulars exteriors. A diferència de la majoria de les llunes planetàries, que porten el nom de la cultura i religió antiga, totes les llunes d'Urà reben el nom de personatges de les obres de Shakespeare i Alexander Pope en The Rape of the Lock.
Neptú té 14 llunes (una de les quals no té nom); la més gran, Tritó, representa més del 99,5 per cent de tota la massa que orbita el planeta. Tritó és prou gran com per assolir l'equilibri hidroestàtic, però, únicament per a una lluna gran, té una òrbita retrògrada, suggerint que va ser capturada. Neptú també té sis satèl·lits regulars interns coneguts, i sis satèl·lits irregulars exteriors.
Plutó, un planeta nan, té cinc llunes. La seva lluna més gran és Caront, que porta el nom del transbordador que va prenent ànimes a través del Riu Estix, és més de la meitat que el mateix Plutó, i prou gran com per a orbitar un punt fora de la superfície de Plutó. En efecte, cadascuna orbita l'altra, formant un sistema binari informalment designat com a planeta doble. Les altres quatre llunes de Plutó, Nix, Hidra, Cèrber i Estix són molt més petits i orbiten el sistema de Plutó-Caront.
Entre els altres planetes nans, Ceres no té llunes conegudes. Hi ha una certesa del 90% que Ceres no té llunes més grosses que 1 km de mida, suposant que tindrien el mateix albedo que el mateix Ceres. Haumea té dues llunes, Hi'iaka i Namaka, amb un radi de ~195 i ~100 km, respectivament. Makemake té una lluna, descoberta l'abril de 2016. S'hauria detectat un satèl·lit que tingués un 1% de brillantor de Makemake si s'hagués localitzat en una distància angular de Makemake més enllà dels 0,4 arcsegons (0,0001 graus). Eris té una lluna coneguda, Disnòmia. Determinar amb precisió la seva mida és difícil: una estimació indicativa del seu radi és de 257±110 km, però en alguns supòsits podria ser tan gran com 342±25 km. L'objecte del cinturó de Kuiper 90482 Orcus, que es creia que era un planeta nan, es va trobar el 2005 per tenir un satèl·lit natural, més tard anomenat Vanth.
Fins a l'octubre de 2009, van ser descoberts 190 llunes d'asteroides i 63 llunes trans-neptunianes.
| Planeta          | Mercuri | Venus | Terra | Mart | Júpiter | Saturn | Urà | Neptú |
| ---------------- | ------- | ----- | ----- | ---- | ------- | ------ | --- | ----- |
| Nombre de llunes | 0       | 0     | 1     | 2    | 79      | 82     | 27  | 14    |
| Planeta nan      | Ceres | Plutó | Haumea | Makemake | Eris |
| ---------------- | ----- | ----- | ------ | -------- | ---- |
| Nombre de llunes | 0     | 5     | 2      | 1        | 1    |

## Llista
Aquesta secció conté una llista de les llunes reconegudes dels planetes i dels planetes nans més grans del Sistema Solar. Les 19 llunes que són prou grans per haver estat arrodonides per la seva pròpia gravetat es troben en negreta. Les set llunes més grosses, que són més grans que qualsevol dels planetes nans coneguts, estan en negreta i cursiva. El període sideral difereix del semieix major, ja que depèn de la massa de la distància primària i del satèl·lit.
| Satèl·lit de la Terra | Satèl·lits de Saturn | Satèl·lits de Plutó   |
| Satèl·lits de Mart    | Satèl·lits d'Urà     | Satèl·lits d'Haumea   |
| Satèl·lits de Júpiter | Satèl·lits de Neptú  | Satèl·lit de Makemake |
|                       |                      | Satèl·lit d'Eris      |

| Imatge | Numeral | Nom               | Radi mitjà (km) | Semieix major (km)  | Període sideral (d) (r = retrògrad) | Any de descobriment | Descobert per                                                                    | Notes                                      | Ref(s)                      | Planeta  |
| ------ | ------- | ----------------- | --------------- | ------------------- | ----------------------------------- | ------------------- | -------------------------------------------------------------------------------- | ------------------------------------------ | --------------------------- | -------- |
|        | I       | Lluna             | 1737,10         | 384.399             | 27,321582                           | Prehistòric         | —                                                                                | Rotació síncrona                           | [ 13 ]                      | Terra    |
|        | I       | Fobos             | 11,1 ± 0,15     | 9.380               | 0,319                               | 1877                | Hall                                                                             |                                            | [ 14 ] [ 15 ] [ 16 ]        | Mart     |
|        | II      | Deimos            | 6,2 ± 0,18      | 23.460              | 1,262                               | 1877                | Hall                                                                             |                                            | [ 14 ] [ 15 ] [ 16 ]        | Mart     |
|        | I       | Io                | 1818,1 ± 0,1    | 421.800             | 1,769                               | 1610                | Galileo                                                                          | Lluna de grup principal (Galileana)        | [ 16 ] [ 17 ]               | Júpiter  |
|        | II      | Europa            | 1560,7 ± 0,7    | 671.100             | 3,551                               | 1610                | Galileo                                                                          | Lluna de grup principal (Galileana)        | [ 16 ] [ 17 ]               | Júpiter  |
|        | III     | Ganimedes         | 2634,1 ± 0,3    | 1.070.400           | 7,155                               | 1610                | Galileo                                                                          | Lluna de grup principal (Galileana)        | [ 16 ] [ 17 ]               | Júpiter  |
|        | IV      | Cal·listo         | 2408,4 ± 0,3    | 1.882.700           | 16,69                               | 1610                | Galileo                                                                          | Lluna de grup principal (Galileana)        | [ 16 ] [ 17 ]               | Júpiter  |
|        | V       | Amaltea           | 83,45 ± 2,4     | 181.400             | 0,498                               | 1892                | Barnard                                                                          | Lluna interior (Amaltea)                   | [ 15 ] [ 16 ] [ 18 ]        | Júpiter  |
|        | VI      | Himalia           | 67 ± 10         | 11.461.000          | 250,56                              | 1904                | Perrine                                                                          | Prograd irregular (Himalia)                | [ 15 ] [ 16 ] [ 20 ]        | Júpiter  |
|        | VII     | Elara             | 43              | 11.741.000          | 259,64                              | 1905                | Perrine                                                                          | Prograd irregular (Himalia)                | [ 15 ] [ 16 ] [ 21 ]        | Júpiter  |
|        | VIII    | Pasífae           | 30              | 23.624.000          | 743,63 (r)                          | 1908                | Melotte                                                                          | Retrògrad irregular (Pasífae)              | [ 15 ] [ 16 ] [ 22 ]        | Júpiter  |
|        | IX      | Sinope            | 19              | 23.939.000          | 758,90 (r)                          | 1914                | Nicholson                                                                        | Retrògrad irregular (Pasífae)              | [ 15 ] [ 16 ] [ 23 ]        | Júpiter  |
|        | X       | Lisitea           | 18              | 11.717.000          | 259,20                              | 1938                | Nicholson                                                                        | Prograd irregular (Himalia)                | [ 15 ] [ 16 ] [ 24 ]        | Júpiter  |
|        | XI      | Carme             | 23              | 23.404.000          | 734,17 (r)                          | 1938                | Nicholson                                                                        | Retrògrad irregular (Carme)                | [ 15 ] [ 16 ] [ 24 ]        | Júpiter  |
|        | XII     | Anance            | 14              | 21.276.000          | 629,77 (r)                          | 1951                | Nicholson                                                                        | Retrògrad irregular (Anance)               | [ 15 ] [ 16 ] [ 25 ]        | Júpiter  |
|        | XIII    | Leda              | 10              | 11.165.000          | 240,92                              | 1974                | Kowal                                                                            | Prograd irregular (Himalia)                | [ 15 ] [ 16 ] [ 26 ]        | Júpiter  |
|        | XIV     | Tebe              | 49,3 ± 2,0      | 221.900             | 0,675                               | 1979                | Synnott (Voyager 1)                                                              | Satèl·lit interior (Amalthea)              | [ 15 ] [ 16 ] [ 27 ]        | Júpiter  |
|        | XV      | Adrastea          | 8.2 ± 2.0       | 129,000             | 0.298                               | 1979                | Jewitt, Danielson (Voyager 1)                                                    | Satèl·lit interior (Amaltea)               | [ 15 ] [ 16 ] [ 28 ]        | Júpiter  |
|        | XVI     | Metis             | 21,5 ± 2,0      | 128.000             | 0,295                               | 1979                | Synnott (Voyager 1)                                                              | Satèl·lit interior (Amaltea)               | [ 15 ] [ 16 ] [ 29 ]        | Júpiter  |
|        | XVII    | Callirrhoe        | 4,3             | 24.103.000          | 758,77 (r)                          | 2000                | Scotti, Spahr, McMillan, Larsen, Montani, Gleason, Gehrels                       | Retrògrad irregular (Pasífae)              | [ 15 ] [ 16 ] [ 30 ]        | Júpiter  |
|        | XVIII   | Temisto           | 4,0             | 7.284.000           | 130,02                              | 1975/2000           | Kowal i Roemer (original); Sheppard, Jewitt, Fernández, Magnier (redescobriment) | Prograd irregular (Temisto)                | [ 15 ] [ 16 ] [ 31 ] [ 32 ] | Júpiter  |
|        | XIX     | Megaclite         | 2,7             | 23.493.000          | 752,86 (r)                          | 2000                | Sheppard, Jewitt, Fernández, Magnier, Dahm, Evans                                | Retrògrad irregular (Pasífae)              | [ 15 ] [ 16 ] [ 33 ]        | Júpiter  |
|        | XX      | Taígete           | 2,5             | 23.280.000          | 732,41 (r)                          | 2000                | Sheppard, Jewitt, Fernández, Magnier, Dahm, Evans                                | Retrògrad irregular (Carme)                | [ 15 ] [ 16 ] [ 33 ]        | Júpiter  |
|        | XXI     | Caldona           | 1,9             | 23.100.000          | 723,72 (r)                          | 2000                | Sheppard, Jewitt, Fernández, Magnier, Dahm, Evans                                | Retrògrad irregular (Carme)                | [ 15 ] [ 16 ] [ 33 ]        | Júpiter  |
|        | XXII    | Harpàlice         | 2,2             | 20.858.000          | 623,32 (r)                          | 2000                | Sheppard, Jewitt, Fernández, Magnier, Dahm, Evans                                | Retrògrad irregular (Anance)               | [ 15 ] [ 16 ] [ 33 ]        | Júpiter  |
|        | XXIII   | Càlice            | 2,6             | 23.483.000          | 742,06 (r)                          | 2000                | Sheppard, Jewitt, Fernández, Magnier, Dahm, Evans                                | Retrògrad irregular (Carme)                | [ 15 ] [ 16 ] [ 33 ]        | Júpiter  |
|        | XXIV    | Iocasta           | 2,6             | 21.060.000          | 631,60 (r)                          | 2000                | Sheppard, Jewitt, Fernández, Magnier, Dahm, Evans                                | Retrògrad irregular (Anance)               | [ 15 ] [ 16 ] [ 33 ]        | Júpiter  |
|        | XXV     | Erínome           | 1,6             | 23.196.000          | 728,46 (r)                          | 2000                | Sheppard, Jewitt, Fernández, Magnier, Dahm, Evans                                | Retrògrad irregular (Carme)                | [ 15 ] [ 16 ] [ 33 ]        | Júpiter  |
|        | XXVI    | Isònoe            | 1,9             | 23.155.000          | 726,23 (r)                          | 2000                | Sheppard, Jewitt, Fernández, Magnier, Dahm, Evans                                | Retrògrad irregular (Carme)                | [ 15 ] [ 16 ] [ 33 ]        | Júpiter  |
|        | XXVII   | Praxídice         | 3,4             | 20.908.000          | 625,39 (r)                          | 2000                | Sheppard, Jewitt, Fernández, Magnier, Dahm, Evans                                | Retrògrad irregular (Anance)               | [ 15 ] [ 16 ] [ 33 ]        | Júpiter  |
|        | XXVIII  | Autònoe           | 2,0             | 24.046.000          | 760,95 (r)                          | 2001                | Sheppard, Jewitt, Kleyna                                                         | Retrògrad irregular (Pasífae)              | [ 15 ] [ 16 ] [ 34 ]        | Júpiter  |
|        | XXIX    | Tíone             | 2,0             | 20.939.000          | 627,21 (r)                          | 2001                | Sheppard, Jewitt, Kleyna                                                         | Retrògrad irregular (Anance)               | [ 15 ] [ 16 ] [ 34 ]        | Júpiter  |
|        | XXX     | Hermipe           | 2,0             | 21.131.000          | 633,9 (r)                           | 2001                | Sheppard, Jewitt, Kleyna                                                         | Retrògrad irregular (Anance)               | [ 15 ] [ 16 ] [ 34 ]        | Júpiter  |
|        | XXXI    | Etna              | 1,5             | 23.229.000          | 730,18 (r)                          | 2001                | Sheppard, Jewitt, Kleyna                                                         | Retrògrad irregular (Carme)                | [ 15 ] [ 16 ] [ 34 ]        | Júpiter  |
|        | XXXII   | Eurídome          | 1,5             | 22.865.000          | 717,33 (r)                          | 2001                | Sheppard, Jewitt, Kleyna                                                         | Retrògrad irregular (Pasífae)              | [ 15 ] [ 16 ] [ 34 ]        | Júpiter  |
|        | XXXIII  | Euante            | 1,5             | 20.797.000          | 620,49 (r)                          | 2001                | Sheppard, Jewitt, Kleyna                                                         | Retrògrad irregular (Anance)               | [ 15 ] [ 16 ] [ 34 ]        | Júpiter  |
|        | XXXIV   | Eupòria           | 1,0             | 19.304.000          | 550,74 (r)                          | 2001                | Sheppard, Jewitt, Kleyna                                                         | Retrògrad irregular (Pasífae)              | [ 15 ] [ 16 ] [ 34 ]        | Júpiter  |
|        | XXXV    | Ortòsia           | 1,0             | 20.720.000          | 622,56 (r)                          | 2001                | Sheppard, Jewitt, Kleyna                                                         | Retrògrad irregular (Pasífae)              | [ 15 ] [ 16 ] [ 34 ]        | Júpiter  |
|        | XXXVI   | Sponde            | 1,0             | 23.487.000          | 748,34 (r)                          | 2001                | Sheppard, Jewitt, Kleyna                                                         | Retrògrad irregular (Pasífae)              | [ 15 ] [ 16 ] [ 34 ]        | Júpiter  |
|        | XXXVII  | Cale              | 1,0             | 23.217.000          | 729,47 (r)                          | 2001                | Sheppard, Jewitt, Kleyna                                                         | Retrògrad irregular (Carme)                | [ 15 ] [ 16 ] [ 34 ]        | Júpiter  |
|        | XXXVIII | Pasítea           | 1,0             | 23.004.000          | 719,44 (r)                          | 2001                | Sheppard, Jewitt, Kleyna                                                         | Retrògrad irregular (Carme)                | [ 15 ] [ 16 ] [ 34 ]        | Júpiter  |
|        | XXXIX   | Hegèmone          | 1,5             | 23.577.000          | 739,88 (r)                          | 2003                | Sheppard, Jewitt, Kleyna, Fernández                                              | Retrògrad irregular (Pasífae)              | [ 15 ] [ 16 ]               | Júpiter  |
|        | XL      | Mnemea            | 1,0             | 21.035.000          | 620,04 (r)                          | 2003                | Gladman, Allen                                                                   | Retrògrad irregular (Anance)               | [ 15 ] [ 16 ]               | Júpiter  |
|        | XLI     | Aedea             | 2,0             | 23.980.000          | 761,50 (r)                          | 2003                | Sheppard, Jewitt, Kleyna, Fernández, Hsieh                                       | Retrògrad irregular (Pasífae)              | [ 15 ] [ 16 ]               | Júpiter  |
|        | XLII    | Telxínoe          | 1,0             | 21.164.000          | 628,09 (r)                          | 2003                | Sheppard, Jewitt, Kleyna, Gladman, Kavelaars, Petit, Allen                       | Retrògrad irregular (Anance)               | [ 15 ] [ 16 ]               | Júpiter  |
|        | XLIII   | Ars               | 1,5             | 23.355.000          | 731,95 (r)                          | 2002                | Sheppard, Meech, Hsieh, Tholen, Tonry                                            | Retrògrad irregular (Carme)                | [ 15 ] [ 16 ] [ 34 ]        | Júpiter  |
|        | XLIV    | Cal·lícore        | 1,0             | 23.288.000          | 728,73 (r)                          | 2003                | Sheppard, Jewitt, Kleyna, Fernández                                              | Retrògrad irregular (Carme)                | [ 15 ] [ 16 ]               | Júpiter  |
|        | XLV     | Hèlice            | 2,0             | 21.069.000          | 626,32 (r)                          | 2003                | Sheppard, Jewitt, Kleyna, Fernández, Hsieh                                       | Retrògrad irregular (Pasífae)              | [ 15 ] [ 16 ]               | Júpiter  |
|        | XLVI    | Carpo             | 1,5             | 17.058.000          | 456,30                              | 2003                | Sheppard, Gladman, Kavelaars, Petit, Allen, Jewitt, Kleyna                       | Prograd irregular (Carpo)                  | [ 15 ] [ 16 ]               | Júpiter  |
|        | XLVII   | Eucèlade          | 2,0             | 23.328.000          | 730,47 (r)                          | 2003                | Sheppard, Jewitt, Kleyna, Fernández, Hsieh                                       | Retrògrad irregular (Carme)                | [ 15 ] [ 16 ]               | Júpiter  |
|        | XLVIII  | Cilene            | 1,0             | 23.809.000          | 752 (r)                             | 2003                | Sheppard, Jewitt, Kleyna                                                         | Retrògrad irregular (Pasífae)              | [ 15 ] [ 16 ]               | Júpiter  |
|        | XLIX    | Cora              | 1,0             | 24.543.000          | 779,17 (r)                          | 2003                | Sheppard, Jewitt, Kleyna                                                         | Retrògrad irregular (Pasífae)              | [ 15 ] [ 16 ]               | Júpiter  |
|        | L       | Herse             | 1,0             | 22.983.000          | 714,51 (r)                          | 2003                | Gladman, Sheppard, Jewitt, Kleyna, Kavelaars, Petit, Allen                       | Retrògrad irregular (Carme)                | [ 15 ] [ 16 ]               | Júpiter  |
|        | LI      | S/2010 J 1        | 1,0             | 23.314.335          | 723,2 (r)                           | 2010                | Jacobson, Brozović, Gladman, Alexandersen                                        | Retrògrad irregular (Carme)                | [ 35 ]                      | Júpiter  |
|        | LII     | S/2010 J 2        | 0,5             | 20.307.150          | 588,1 (r)                           | 2010                | Veillet                                                                          | Retrògrad irregular (Anance)               | [ 35 ]                      | Júpiter  |
|        | LIII    | S/2000 J 11       | 2,0             | 12.570.000          | 287,93                              | 2001                | Sheppard, Jewitt, Kleyna, Fernández, Hsieh                                       | Prograd irregular (Himalia)                | [ 35 ]                      | Júpiter  |
|        | LIV     | S/2016 J 1        | 3,0             | 20.595.480          | 602,7 (r)                           | 2016                | Sheppard                                                                         | Retrògrad irregular (Pasífae)              | [ 35 ]                      | Júpiter  |
|        | LV      | S/2003 J 18       | 1,0             | 20.426.000          | 596,58 (r)                          | 2003                | Gladman, Sheppard, Jewitt, Kleyna, Kavelaars, Petit, Allen                       | Retrògrad irregular (Pasífae)              | [ 15 ] [ 16 ]               | Júpiter  |
|        | LVI     | S/2011 J 2        | 0,5             | 23.329.710          | 726,8 (r)                           | 2011                | Sheppard                                                                         | Retrògrad irregular (Pasífae)              | [ 35 ]                      | Júpiter  |
|        | LVII    | S/2003 J 5        | 2,0             | 23.498.000          | 738,74 (r)                          | 2003                | Sheppard, Jewitt, Kleyna, Fernández, Hsieh                                       | Retrògrad irregular (Carme)                | [ 15 ] [ 16 ]               | Júpiter  |
|        | LVIII   | S/2003 J 15       | 1,0             | 22.630.000          | 689,77 (r)                          | 2003                | Sheppard, Jewitt, Kleyna, Fernández                                              | Retrògrad irregular (Pasífae)              | [ 15 ] [ 16 ]               | Júpiter  |
|        | LIX     | S/2017 J 1        | 2,0             | 23.483.978          | 734,2 (r)                           | 2017                | Sheppard                                                                         | Retrògrad irregular (Pasífae)              | [ 35 ]                      | Júpiter  |
|        | LX      | S/2003 J 3        | 1,0             | 20.224.000          | 583,88 (r)                          | 2003                | Sheppard, Jewitt, Kleyna, Fernández, Hsieh                                       | Retrògrad irregular (Anance?)              | [ 15 ] [ 16 ]               | Júpiter  |
|        | —       | S/2003 J 2        | 1,0             | 28.,455.000         | 981,55 (r)                          | 2003                | Sheppard, Jewitt, Kleyna, Fernández, Hsieh                                       | Retrògrad irregular                        | [ 15 ] [ 16 ]               | Júpiter  |
|        | —       | S/2003 J 4        | 1,0             | 23.933.000          | 755,26 (r)                          | 2003                | Sheppard, Jewitt, Kleyna, Fernández, Hsieh                                       | Retrògrad irregular (Pasífae?)             | [ 15 ] [ 16 ]               | Júpiter  |
|        | —       | S/2003 J 9        | 0,5             | 23.388.000          | 733,30 (r)                          | 2003                | Sheppard, Jewitt, Kleyna, Fernández                                              | Retrògrad irregular (Carme?)               | [ 15 ] [ 16 ]               | Júpiter  |
|        | —       | S/2003 J 10       | 1,0             | 23.044.000          | 716,25 (r)                          | 2003                | Sheppard, Jewitt, Kleyna, Fernández                                              | Retrògrad irregular (Carme?)               | [ 15 ] [ 16 ]               | Júpiter  |
|        | —       | S/2003 J 12       | 0,5             | 17.833.000          | 489,72 (r)                          | 2003                | Sheppard, Jewitt, Kleyna, Fernández                                              | Retrògrad irregular                        | [ 15 ] [ 16 ]               | Júpiter  |
|        | —       | S/2003 J 16       | 1,0             | 20.956.000          | 616.33 (r)                          | 2003                | Gladman, Sheppard, Jewitt, Kleyna, Kavelaars, Petit, Allen                       | Retrògrad irregular (Anance)               | [ 15 ] [ 16 ]               | Júpiter  |
|        | —       | S/2003 J 19       | 1,0             | 23.535.000          | 740,43 (r)                          | 2003                | Gladman, Sheppard, Jewitt, Kleyna, Kavelaars, Petit, Allen                       | Retrògrad irregular (Carme?)               | [ 15 ] [ 16 ]               | Júpiter  |
|        | —       | S/2003 J 23       | 1,0             | 23.566.000          | 732,45 (r)                          | 2004                | Sheppard, Jewitt, Kleyna, Fernández                                              | Retrògrad irregular (Pasífae?)             | [ 15 ] [ 16 ]               | Júpiter  |
|        | —       | S/2011 J 1        | 0,5             | 20.155.290          | 580,7 (r)                           | 2011                | Sheppard                                                                         | Retrògrad irregular                        | [ 35 ]                      | Júpiter  |
|        | I       | Mimas             | 198,2 ± 0,4     | 185.540             | 0,942                               | 1789                | Herschel                                                                         | Lluna del grup principal                   | [ 15 ] [ 16 ]               | Saturn   |
|        | II      | Encèlad           | 252,3 ± 0,6     | 238.040             | 1,370                               | 1789                | Herschel                                                                         | Lluna del grup principal                   | [ 15 ] [ 16 ]               | Saturn   |
|        | III     | Tetis             | 536,3 ± 1,5     | 294.670             | 1,888                               | 1684                | Cassini                                                                          | Lluna del grup principal (Sidera Lodoicea) | [ 15 ] [ 16 ]               | Saturn   |
|        | IV      | Dione             | 562,5 ± 1,5     | 377.420             | 2,737                               | 1684                | Cassini                                                                          | Lluna del grup principal (Sidera Lodoicea) | [ 15 ] [ 16 ]               | Saturn   |
|        | V       | Rea               | 764,5 ± 2,0     | 527.070             | 4,518                               | 1672                | Cassini                                                                          | Lluna del grup principal (Sidera Lodoicea) | [ 15 ] [ 16 ]               | Saturn   |
|        | VI      | Tità              | 2575,5 ± 2,0    | 1.221.870           | 15,95                               | 1655                | Huygens                                                                          | Lluna del grup principal                   | [ 15 ] [ 16 ]               | Saturn   |
|        | VII     | Hiperió           | 133,0 ± 8,0     | 1.500.880           | 21,28                               | 1848                | W.Bond, G. Bond, and Lassell                                                     | Lluna del grup principal                   | [ 15 ] [ 16 ]               | Saturn   |
|        | VIII    | Jàpet             | 734,5 ± 4,0     | 3.560.840           | 79,33                               | 1671                | Cassini                                                                          | Lluna del grup principal (Sidera Lodoicea) | [ 15 ] [ 16 ]               | Saturn   |
|        | IX      | Febe              | 106,6 ± 1,1     | 12.947.780          | 550,31 (r)                          | 1899                | Pickering                                                                        | Retrògrad irregular (Nòrdic)               | [ 15 ] [ 16 ]               | Saturn   |
|        | X       | Janus             | 90,4 ± 3,0      | 151.460             | 0,695                               | 1966                | Dollfus; Voyager 1                                                               | Satèl·lit interior (co-orbital)            | [ 15 ] [ 16 ]               | Saturn   |
|        | XI      | Epimeteu          | 58,3 ± 3,1      | 151.410             | 0,694                               | 1980                | Walker; Voyager 1                                                                | Satèl·lit interior (co-orbital)            | [ 15 ] [ 16 ]               | Saturn   |
|        | XII     | Helena            | 16 ± 4          | 377.420             | 2,737                               | 1980                | Laques, Lecacheux                                                                | Troià del grup principal                   | [ 15 ] [ 16 ]               | Saturn   |
|        | XIII    | Telest            | 12 ± 3          | 294.710             | 1,888                               | 1980                | Smith, Reitsema, Larson, Fountain (Voyager 1)                                    | Troià del grup principal                   | [ 15 ] [ 16 ]               | Saturn   |
|        | XIV     | Calipso           | 9,5 ± 1,5       | 294.710             | 1,888                               | 1980                | Pascu, Seidelmann, Baum, Currie                                                  | Troià del grup principal                   | [ 15 ] [ 16 ]               | Saturn   |
|        | XV      | Atles             | 15,3 ± 1,2      | 137.670             | 0,602                               | 1980                | Terrile (Voyager 1)                                                              | Satèl·lit interior (pastor)                | [ 15 ] [ 16 ]               | Saturn   |
|        | XVI     | Prometeu          | 46,8 ± 5,6      | 139.380             | 0,613                               | 1980                | Collins (Voyager 1)                                                              | Satèl·lit interior (pastor)                | [ 15 ] [ 16 ]               | Saturn   |
|        | XVII    | Pandora           | 40,6 ± 4,5      | 141.720             | 0,629                               | 1980                | Collins (Voyager 1)                                                              | Satèl·lit interior (pastor)                | [ 15 ] [ 16 ]               | Saturn   |
|        | XVIII   | Pan               | 12,8            | 133.580             | 0,575                               | 1990                | Showalter (Voyager 2)                                                            | Satèl·lit interior (pastor)                | [ 15 ] [ 16 ]               | Saturn   |
|        | XIX     | Ymir              | 9               | 23.140.400          | 1.315,58 (r)                        | 2000                | Gladman                                                                          | Retrògrad irregular (Nòrdic)               | [ 15 ] [ 16 ]               | Saturn   |
|        | XX      | Paaliaq           | 11              | 15.200.000          | 686,95                              | 2000                | Gladman                                                                          | Prograd irregular (Inuit)                  | [ 15 ] [ 16 ]               | Saturn   |
|        | XXI     | Tarvos            | 7,5             | 17.983.000          | 926,23                              | 2000                | Gladman, Kavelaars                                                               | Prograd irregular (Gal)                    | [ 15 ] [ 16 ]               | Saturn   |
|        | XXII    | Ijiraq            | 6               | 11.124.000          | 451,42                              | 2000                | Gladman, Kavelaars                                                               | Prograd irregular (Inuit)                  | [ 15 ] [ 16 ]               | Saturn   |
|        | XXIII   | Suttungr          | 3.5             | 19.459.000          | 1.016,67 (r)                        | 2000                | Gladman, Kavelaars                                                               | Retrògrad irregular (Nòrdic)               | [ 15 ] [ 16 ]               | Saturn   |
|        | XXIV    | Kiviuq            | 8               | 11.110.000          | 449,22                              | 2000                | Gladman                                                                          | Prograd irregular (Inuit)                  | [ 15 ] [ 16 ]               | Saturn   |
|        | XXV     | Mundilfari        | 3,5             | 18.628.000          | 952,77 (r)                          | 2000                | Gladman, Kavelaars                                                               | Retrògrad irregular (Nòrdic)               | [ 15 ] [ 16 ]               | Saturn   |
|        | XXVI    | Albiorix          | 16              | 16.182.000          | 783,45                              | 2000                | Holman, Spahr                                                                    | Prograd irregular (Gal)                    | [ 15 ] [ 16 ]               | Saturn   |
|        | XXVII   | Skadi             | 4               | 15.540.000          | 728,20 (r)                          | 2000                | Gladman, Kavelaars                                                               | Retrògrad irregular (Nòrdic)               | [ 15 ] [ 16 ]               | Saturn   |
|        | XXVIII  | Erriapus          | 5               | 17.343.000          | 871,19                              | 2000                | Gladman, Kavelaars                                                               | Prograd irregular (Gal)                    | [ 15 ] [ 16 ]               | Saturn   |
|        | XXIX    | Siarnaq           | 20              | 18.015.400          | 896,44                              | 2000                | Gladman, Kavelaars                                                               | Prograd irregular (Inuit)                  | [ 15 ] [ 16 ]               | Saturn   |
|        | XXX     | Thrymr            | 3,5             | 20.314.000          | 1.094,11 (r)                        | 2000                | Gladman, Kavelaars                                                               | Retrògrad irregular (Nòrdic)               | [ 15 ] [ 16 ]               | Saturn   |
|        | XXXI    | Narvi             | 3,5             | 19.007.000          | 1.003,86 (r)                        | 2003                | Sheppard, Jewitt, Kleyna                                                         | Retrògrad irregular (Nòrdic)               | [ 15 ] [ 16 ]               | Saturn   |
|        | XXXII   | Metone            | 1,6             | 194.440             | 1,010                               | 2004                | Porco, Charnoz, Brahic, Dones (Cassini–Huygens)                                  | Satèl·lit alciònide                        | [ 16 ]                      | Saturn   |
|        | XXXIII  | Pal·lene          | 2               | 212.280             | 1,154                               | 2004                | Gordon, Murray, Beurle, et al. (Cassini–Huygens)                                 | Satèl·lit alciònide                        | [ 16 ]                      | Saturn   |
|        | XXXIV   | Pòl·lux           | 1,25            | 377.200             | 2,737                               | 2004                | Porco et al. (Cassini–Huygens)                                                   | Troià del grup principal                   | [ 16 ]                      | Saturn   |
|        | XXXV    | Dafnis            | 3–4             | 136.500             | 0,594                               | 2005                | Porco et al. (Cassini–Huygens)                                                   | Satèl·lit interior (pastor)                | [ 16 ]                      | Saturn   |
|        | XXXVI   | Aegir             | 3               | 20.751.000          | 1.117,52 (r)                        | 2004                | Sheppard, Jewitt, Kleyna, Marsden                                                | Retrògrad irregular (Nòrdic)               | [ 15 ] [ 16 ]               | Saturn   |
|        | XXXVII  | Bebhionn          | 3               | 17.119.000          | 834,84                              | 2004                | Sheppard, Jewitt, Kleyna, Marsden                                                | Prograd irregular (Gal)                    | [ 15 ] [ 16 ]               | Saturn   |
|        | XXXVIII | Bergelmir         | 3               | 19.336.000          | 1.005,74 (r)                        | 2004                | Sheppard, Jewitt, Kleyna, Marsden                                                | Retrògrad irregular (Nòrdic)               | [ 15 ] [ 16 ]               | Saturn   |
|        | XXXIX   | Bestla            | 3,5             | 20.192.000          | 1.088,72 (r)                        | 2004                | Sheppard, Jewitt, Kleyna, Marsden                                                | Retrògrad irregular (Nòrdic)               | [ 15 ] [ 16 ]               | Saturn   |
|        | XL      | Farbauti          | 2,5             | 20.377.000          | 1.085,55 (r)                        | 2004                | Sheppard, Jewitt, Kleyna, Marsden                                                | Retrògrad irregular (Nòrdic)               | [ 15 ] [ 16 ]               | Saturn   |
|        | XLI     | Fenrir            | 2               | 22.454.000          | 1.260,35 (r)                        | 2004                | Sheppard, Jewitt, Kleyna, Marsden                                                | Retrògrad irregular (Nòrdic)               | [ 15 ] [ 16 ]               | Saturn   |
|        | XLII    | Fornjot           | 3               | 25.146.000          | 1.494,2 (r)                         | 2004                | Sheppard, Jewitt, Kleyna, Marsden                                                | Retrògrad irregular (Nòrdic)               | [ 15 ] [ 16 ]               | Saturn   |
|        | XLIII   | Hati              | 3               | 19.846.000          | 1.038,61 (r)                        | 2004                | Sheppard, Jewitt, Kleyna, Marsden                                                | Retrògrad irregular (Nòrdic)               | [ 15 ] [ 16 ]               | Saturn   |
|        | XLIV    | Hyrrokkin         | 4               | 18.437.000          | 931,86 (r)                          | 2006                | Sheppard, Jewitt, Kleyna                                                         | Retrògrad irregular (Nòrdic)               | [ 16 ]                      | Saturn   |
|        | XLV     | Kari              | 3,5             | 22.089.000          | 1.230,97 (r)                        | 2006                | Sheppard, Jewitt, Kleyna                                                         | Retrògrad irregular (Nòrdic)               | [ 16 ]                      | Saturn   |
|        | XLVI    | Loge              | 3               | 23.058.000          | 1.311,36 (r)                        | 2006                | Sheppard, Jewitt, Kleyna                                                         | Retrògrad irregular (Nòrdic)               | [ 16 ]                      | Saturn   |
|        | XLVII   | Skoll             | 3               | 17.665.000          | 878,29 (r)                          | 2006                | Sheppard, Jewitt, Kleyna                                                         | Retrògrad irregular (Nòrdic)               | [ 16 ]                      | Saturn   |
|        | XLVIII  | Surtur            | 3               | 22.704.000          | 1.297,36 (r)                        | 2006                | Sheppard, Jewitt, Kleyna                                                         | Retrògrad irregular (Nòrdic)               | [ 16 ]                      | Saturn   |
|        | XLIX    | Antea             | 1               | 197.700             | 1,0365                              | 2007                | Porco et al. (Cassini–Huygens)                                                   | Satèl·lit alciònide                        | [ 36 ]                      | Saturn   |
|        | L       | Jarnsaxa          | 3               | 18.811.000          | 964,74 (r)                          | 2006                | Sheppard, Jewitt, Kleyna                                                         | Retrògrad irregular (Nòrdic)               | [ 16 ]                      | Saturn   |
|        | LI      | Greip             | 3               | 18.206.000          | 921,19 (r)                          | 2006                | Sheppard, Jewitt, Kleyna                                                         | Retrògrad irregular (Nòrdic)               | [ 16 ]                      | Saturn   |
|        | LII     | Tarqeq            | 3,5             | 18.009.000          | 887,48                              | 2007                | Sheppard, Jewitt, Kleyna                                                         | Prograd irregular (Inuit)                  | [ 16 ]                      | Saturn   |
|        | LIII    | Egeó              | 0,25            | 167.500             | 0,808                               | 2008                | Equip de Ciències d'Imatge de Cassini de la Cassini–Huygens                      | Moonlet d'anell G                          | [ 37 ]                      | Saturn   |
|        | —       | S/2004 S 7        | 3               | 20.999.000          | 1.140,24 (r)                        | 2004                | Sheppard, Jewitt, Kleyna, Marsden                                                | Retrògrad irregular (Nòrdic)               | [ 15 ] [ 16 ]               | Saturn   |
|        | —       | S/2004 S 12       | 2,5             | 19.878.000          | 1.046,19 (r)                        | 2004                | Sheppard, Jewitt, Kleyna, Marsden                                                | Retrògrad irregular (Nòrdic)               | [ 15 ] [ 16 ]               | Saturn   |
|        | —       | S/2004 S 13       | 3               | 18.404.000          | 933,48 (r)                          | 2004                | Sheppard, Jewitt, Kleyna, Marsden                                                | Retrògrad irregular (Nòrdic)               | [ 15 ] [ 16 ]               | Saturn   |
|        | —       | S/2004 S 17       | 2               | 19.447.000          | 1.014,70 (r)                        | 2004                | Sheppard, Jewitt, Kleyna, Marsden                                                | Retrògrad irregular (Nòrdic)               | [ 15 ] [ 16 ]               | Saturn   |
|        | —       | S/2006 S 1        | 3               | 18.790.000          | 963,37 (r)                          | 2006                | Sheppard, Jewitt, Kleyna                                                         | Retrògrad irregular (Nòrdic)               | [ 16 ]                      | Saturn   |
|        | —       | S/2006 S 3        | 3               | 22.096.000          | 1.227,21 (r)                        | 2006                | Sheppard, Jewitt, Kleyna                                                         | Retrògrad irregular (Nòrdic)               | [ 16 ]                      | Saturn   |
|        | —       | S/2007 S 2        | 3               | 16.725.000          | 808,08 (r)                          | 2007                | Sheppard, Jewitt, Kleyna                                                         | Retrògrad irregular (Nòrdic)               | [ 16 ]                      | Saturn   |
|        | —       | S/2007 S 3        | 3               | 18.975.000          | 977,8 (r)                           | 2007                | Sheppard, Jewitt, Kleyna                                                         | Retrògrad irregular (Nòrdic)               | [ 16 ]                      | Saturn   |
|        | —       | S/2009 S 1        | 0,15            | 117.000             | 0,471                               | 2009                | Cassini Imaging Science Team Cassini–Huygens                                     | Moonlet d'anell B                          | [ 38 ]                      | Saturn   |
|        | —       | S/2004 S 20       | 3               | 19,418,000          | 1.010,55 (r)                        | 2019                | Sheppard, Jewitt, Kleyna                                                         | Retrògrad irregular (Nòrdic?)              | [ 39 ]                      | Saturn   |
|        | —       | S/2004 S 21       | 3               | 22,645,000          | 1.272,61 (r)                        | 2019                | Sheppard, Jewitt, Kleyna                                                         | Retrògrad irregular (Nòrdic?)              | [ 40 ]                      | Saturn   |
|        | —       | S/2004 S 22       | 3               | 20,636,000          | 1.107,13 (r)                        | 2019                | Sheppard, Jewitt, Kleyna                                                         | Retrògrad irregular (Nòrdic?)              | [ 41 ]                      | Saturn   |
|        | —       | S/2004 S 23       | 4               | 21,163,000          | 1.149,82 (r)                        | 2019                | Sheppard, Jewitt, Kleyna                                                         | Retrògrad irregular (Nòrdic?)              | [ 42 ]                      | Saturn   |
|        | —       | S/2004 S 24       | 3               | 22,901,000          | 1.294,25                            | 2019                | Sheppard, Jewitt, Kleyna, Marsden                                                | Prograd irregular (Gal?)                   | [ 43 ]                      | Saturn   |
|        | —       | S/2004 S 25       | 4               | 21,174,000          | 1.150,69 (r)                        | 2019                | Sheppard, Jewitt, Kleyna                                                         | Retrògrad irregular (Nòrdic?)              | [ 44 ]                      | Saturn   |
|        | —       | S/2004 S 26       | 4               | 26,676,000          | 1.627,18 (r)                        | 2019                | Sheppard, Jewitt, Kleyna, Marsden                                                | Retrògrad irregular (Nòrdic?)              | [ 45 ]                      | Saturn   |
|        | —       | S/2004 S 27       | 6               | 19,976,000          | 1.054,45 (r)                        | 2019                | Sheppard, Jewitt, Kleyna, Marsden, Jacobson                                      | Retrògrad irregular (Nòrdic?)              | [ 46 ]                      | Saturn   |
|        | —       | S/2004 S 28       | 4               | 22,020,000          | 1.220,31 (r)                        | 2019                | Sheppard, Jewitt, Kleyna, Marsden                                                | Retrògrad irregular (Nòrdic?)              | [ 47 ]                      | Saturn   |
|        | —       | S/2004 S 29       | 4               | 16,981,000          | 826,44                              | 2019                | Sheppard, Jewitt, Kleyna, Marsden                                                | Prograd irregular (Inuit)                  | [ 48 ]                      | Saturn   |
|        | —       | S/2004 S 30       | 3               | 20,396,000          | 1,087.84 (r)                        | 2019                | Sheppard, Jewitt, Kleyna                                                         | Retrògrad irregular (Nòrdic?)              | [ 49 ]                      | Saturn   |
|        | —       | S/2004 S 31       | 4               | 17,568,000          | 869.65                              | 2019                | Sheppard, Jewitt, Kleyna, Marsden                                                | Prograd irregular (Inuit)                  | [ 50 ]                      | Saturn   |
|        | —       | S/2004 S 32       | 4               | 21,214,000          | 1.153,96 (r)                        | 2019                | Sheppard, Jewitt, Kleyna                                                         | Retrògrad irregular (Nòrdic?)              | [ 51 ]                      | Saturn   |
|        | —       | S/2004 S 33       | 4               | 24,168,000          | 1.403,18 (r)                        | 2019                | Sheppard, Jewitt, Kleyna                                                         | Retrògrad irregular (Nòrdic?)              | [ 52 ]                      | Saturn   |
|        | —       | S/2004 S 34       | 3               | 24,299,000          | 1.414,59 (r)                        | 2019                | Sheppard, Jewitt, Kleyna                                                         | Retrògrad irregular (Nòrdic?)              | [ 53 ]                      | Saturn   |
|        | —       | S/2004 S 35       | 6               | 22,412,000          | 1.253,08 (r)                        | 2019                | Sheppard, Jewitt, Kleyna, Marsden                                                | Retrògrad irregular (Nòrdic?)              | [ 54 ]                      | Saturn   |
|        | —       | S/2004 S 36       | 3               | 23,192,000          | 1.319,07 (r)                        | 2019                | Sheppard, Jewitt, Kleyna                                                         | Retrògrad irregular (Nòrdic?)              | [ 55 ]                      | Saturn   |
|        | —       | S/2004 S 37       | 4               | 15,892,000          | 748,18 (r)                          | 2019                | Sheppard, Jewitt, Kleyna                                                         | Retrògrad irregular (Nòrdic?)              | [ 56 ]                      | Saturn   |
|        | —       | S/2004 S 38       | 4               | 21,908,000          | 1.211,02 (r)                        | 2019                | Sheppard, Jewitt, Kleyna                                                         | Retrògrad irregular (Nòrdic?)              | [ 57 ]                      | Saturn   |
|        | —       | S/2004 S 39       | 3               | 23,575,000          | 1.351,83 (r)                        | 2019                | Sheppard, Jewitt, Kleyna                                                         | Retrògrad irregular (Nòrdic?)              | [ 58 ]                      | Saturn   |
|        | I       | Ariel             | 578,9 ± 0,6     | 190.900             | 2,520                               | 1851                | Lassell                                                                          | Lluna del grup principal                   | [ 15 ] [ 16 ]               | Urà      |
|        | II      | Umbriel           | 584,7 ± 2,8     | 266.000             | 4,144                               | 1851                | Lassell                                                                          | Lluna del grup principal                   | [ 15 ] [ 16 ]               | Urà      |
|        | III     | Titània           | 788,9 ± 1,8     | 436.300             | 8,706                               | 1787                | Herschel                                                                         | Lluna del grup principal                   | [ 15 ] [ 16 ]               | Urà      |
|        | IV      | Oberó             | 761,4 ± 2,6     | 583.500             | 13,46                               | 1787                | Herschel                                                                         | Lluna del grup principal                   | [ 15 ] [ 16 ]               | Urà      |
|        | V       | Miranda           | 235,8 ± 0,7     | 129.900             | 1,413                               | 1948                | Kuiper                                                                           | Lluna del grup principal                   | [ 15 ] [ 16 ]               | Urà      |
|        | VI      | Cordèlia          | 20,1 ± 3        | 49.800              | 0,335                               | 1986                | Terrile (Voyager 2)                                                              | Satèl·lit interior (pastor)                | [ 15 ] [ 16 ]               | Urà      |
|        | VII     | Ofèlia            | 21,4 ± 4        | 53.800              | 0,376                               | 1986                | Terrile (Voyager 2)                                                              | Satèl·lit interior (pastor)                | [ 15 ] [ 16 ]               | Urà      |
|        | VIII    | Bianca            | 25,7 ± 2        | 59.200              | 0,435                               | 1986                | Smith (Voyager 2)                                                                | Satèl·lit interior                         | [ 15 ] [ 16 ]               | Urà      |
|        | IX      | Crèssida          | 39,8 ± 2        | 61.800              | 0,464                               | 1986                | Synnott (Voyager 2)                                                              | Satèl·lit interior                         | [ 15 ] [ 16 ]               | Urà      |
|        | X       | Desdèmona         | 32,0 ± 4        | 62.700              | 0,474                               | 1986                | Synnott (Voyager 2)                                                              | Satèl·lit interior                         | [ 15 ] [ 16 ]               | Urà      |
|        | XI      | Julieta           | 46,8 ± 4        | 64.400              | 0,493                               | 1986                | Synnott (Voyager 2)                                                              | Satèl·lit interior                         | [ 15 ] [ 16 ]               | Urà      |
|        | XII     | Pòrcia            | 67,6 ± 4        | 66.100              | 0,513                               | 1986                | Synnott (Voyager 2)                                                              | Satèl·lit interior                         | [ 15 ] [ 16 ]               | Urà      |
|        | XIII    | Rosalina          | 36 ± 6          | 69.900              | 0,558                               | 1986                | Synnott (Voyager 2)                                                              | Satèl·lit interior                         | [ 15 ] [ 16 ]               | Urà      |
|        | XIV     | Belinda           | 40,3 ± 8        | 75.300              | 0,624                               | 1986                | Synnott (Voyager 2)                                                              | Satèl·lit interior                         | [ 15 ] [ 16 ]               | Urà      |
|        | XV      | Puck              | 81 ± 2          | 86.000              | 0,762                               | 1985                | Synnott (Voyager 2)                                                              | Satèl·lit interior                         | [ 15 ] [ 16 ]               | Urà      |
|        | XVI     | Caliban           | 49              | 7.231.100           | 579,73 (r)                          | 1997                | Gladman, Nicholson, Burns, Kavelaars                                             | Retrògrad irregular                        | [ 15 ] [ 16 ]               | Urà      |
|        | XVII    | Sícorax           | 75              | 12.179.400          | 1.288,38 (r)                        | 1997                | Gladman, Nicholson, Burns, Kavelaars                                             | Retrògrad irregular                        | [ 15 ] [ 16 ]               | Urà      |
|        | XVIII   | Pròsper           | 25              | 16.256.000          | 1.978,29 (r)                        | 1999                | Gladman, Holman, Kavelaars, Petit, Scholl                                        | Retrògrad irregular                        | [ 15 ] [ 16 ]               | Urà      |
|        | XIX     | Setebos           | 24              | 17.418.000          | 2.225,21 (r)                        | 1999                | Gladman, Holman, Kavelaars, Petit, Scholl                                        | Retrògrad irregular                        | [ 15 ] [ 16 ]               | Urà      |
|        | XX      | Esteve            | 10              | 8.004.000           | 677,36 (r)                          | 1999                | Gladman, Holman, Kavelaars, Petit, Scholl                                        | Retrògrad irregular                        | [ 15 ] [ 16 ]               | Urà      |
|        | XXI     | Tríncul           | 5               | 8.504.000           | 749,24 (r)                          | 2001                | Holman, Kavelaars, Milisavljevic                                                 | Retrògrad irregular                        | [ 15 ] [ 16 ]               | Urà      |
|        | XXII    | Francesc          | 6               | 4.276.000           | 266,56 (r)                          | 2001                | Holman, Kavelaars, Milisavljevic, Gladman                                        | Retrògrad irregular                        | [ 15 ] [ 16 ]               | Urà      |
|        | XXIII   | Margarida         | 5,5             | 14.345.000          | 1.687,01                            | 2003                | Sheppard, Jewitt                                                                 | Prograd irregular                          | [ 15 ] [ 16 ]               | Urà      |
|        | XXIV    | Ferran            | 6               | 20.901.000          | 2.887,21 (r)                        | 2001                | Holman, Kavelaars, Milisavljevic, et al.                                         | Retrògrad irregular                        | [ 15 ] [ 16 ]               | Urà      |
|        | XXV     | Perdita           | 10              | 76.417              | 0,638                               | 1986                | Karkoschka (Voyager 2)                                                           | Satèl·lit interior                         | [ 16 ]                      | Urà      |
|        | XXVI    | Mab               | 5               | 97.736              | 0,923                               | 2003                | Showalter, Lissauer                                                              | Satèl·lit interior                         | [ 16 ]                      | Urà      |
|        | XXVII   | Cupido            | 5               | 74.392              | 0,613                               | 2003                | Showalter, Lissauer                                                              | Satèl·lit interior                         | [ 16 ]                      | Urà      |
|        | I       | Tritó             | 1353,4 ± 0,9    | 354.800             | 5,877 (r)                           | 1846                | Lassell                                                                          | Retrògrad irregular                        | [ 15 ] [ 16 ]               | Neptú    |
|        | II      | Nereida           | 170 ± 25        | 5.513.820           | 360,14                              | 1949                | Kuiper                                                                           | Prograd irregular                          | [ 15 ] [ 16 ]               | Neptú    |
|        | III     | Nàiade            | 33 ± 3          | 48.227              | 0,294                               | 1989                | Terrile (Voyager 2)                                                              | Satèl·lit interior                         | [ 15 ] [ 16 ]               | Neptú    |
|        | IV      | Talassa           | 41 ± 3          | 50.075              | 0,311                               | 1989                | Terrile (Voyager 2)                                                              | Satèl·lit interior                         | [ 15 ] [ 16 ]               | Neptú    |
|        | V       | Despina           | 75 ± 3          | 52.526              | 0,335                               | 1989                | Synnott (Voyager 2)                                                              | Satèl·lit interior                         | [ 15 ] [ 16 ]               | Neptú    |
|        | VI      | Galatea           | 88 ± 4          | 61.953              | 0,429                               | 1989                | Synnott (Voyager 2)                                                              | Satèl·lit interior                         | [ 15 ] [ 16 ]               | Neptú    |
|        | VII     | Làrissa           | 97 ± 3          | 73.548              | 0,555                               | 1982                | Reitsema, Hubbard, Lebofsky, Tholen (Voyager 2)                                  | Satèl·lit interior                         | [ 15 ] [ 16 ]               | Neptú    |
|        | VIII    | Proteu            | 210 ± 7         | 117.647             | 1,122                               | 1989                | Synnott (Voyager 2)                                                              | Satèl·lit interior                         | [ 15 ] [ 16 ]               | Neptú    |
|        | IX      | Halimedes         | 31              | 15.728.000          | 1.879.71 (r)                        | 2002                | Holman, Kavelaars, Grav, Fraser, Milisavljevic                                   | Retrògrad irregular                        | [ 15 ] [ 16 ]               | Neptú    |
|        | X       | Psàmate           | 20              | 46.695.000          | 9.115,91 (r)                        | 2003                | Jewitt, Kleyna, Sheppard, Holman, Kavelaars                                      | Retrògrad irregular                        | [ 15 ] [ 16 ]               | Neptú    |
|        | XI      | Sao               | 22              | 22.422.000          | 2.914,07                            | 2002                | Holman, Kavelaars, Grav, Fraser, Milisavljevic                                   | Prograd irregular                          | [ 15 ] [ 16 ]               | Neptú    |
|        | XII     | Laomedeia         | 21              | 23.571.000          | 3.167,85                            | 2002                | Holman, Kavelaars, Grav, Fraser, Milisavljevic                                   | Prograd irregular                          | [ 15 ] [ 16 ]               | Neptú    |
|        | XIII    | Neso              | 30              | 48.387.000          | 9.373,99 (r)                        | 2002                | Holman, Kavelaars, Grav, Fraser, Milisavljevic                                   | Retrògrad irregular                        | [ 15 ] [ 16 ]               | Neptú    |
|        | —       | S/2004 N 1        | 8–10            | 105.283             | 0,9362                              | 2013                | Showalter et al.                                                                 | Satèl·lit interior                         | [ 59 ]                      | Neptú    |
|        | I       | Caront            | 603,6 ± 1,4     | 19.591              | 6,387                               | 1978                | Christy                                                                          |                                            | [ 15 ] [ 16 ]               | Plutó    |
|        | II      | Nix               | 23,0 ± 2        | 48.671              | 24,85                               | 2005                | Weaver, Stern, Buie, et al.                                                      |                                            | [ 15 ] [ 16 ]               | Plutó    |
|        | III     | Hidra             | 30,5 ± 4        | 64.698              | 38,20                               | 2005                | Weaver, Stern, Buie, et al.                                                      |                                            | [ 15 ] [ 16 ]               | Plutó    |
|        | IV      | Cèrber            | 14,0            | 57.729              | 32.17                               | 2011                | Showalter (Hubble)                                                               |                                            | [ 15 ] [ 16 ] [ 60 ] [ 61 ] | Plutó    |
|        | V       | Estix             | 10,0            | 42.393              | 20,16                               | 2012                | Showalter (Hubble)                                                               |                                            | [ 15 ] [ 16 ] [ 62 ]        | Plutó    |
|        | I       | Hiʻiaka           | ~160            | 49.500 ± 400        | 49,12 ± 0,03                        | 2005                | Brown et al.                                                                     |                                            | [ 7 ] [ 63 ]                | Haumea   |
| II     | Namaka  | ~85               | 39.000 (r)      | 34,7 ± 0,1 si e = 0 | 2005                                | Brown et al.        |                                                                                  | [ 7 ] [ 63 ]                               | Haumea                      |          |
|        | —       | S/2015 (136472) 1 | ~80             |                     |                                     | 2016                | Parker et al.                                                                    |                                            | [ 64 ]                      | Makemake |
|        | I       | Disnòmia          | 257± 110        | 37.370 ± 150        | 15,774 ± 0,002                      | 2005                | Brown, Rabinowitz, Trujillo et al.                                               | Satèl·lit d'SDO                            | [ 65 ] [ 66 ] [ 67 ]        | Eris     |